# Świerków Łaz
Świerków Łaz – polana na zachodnich stokach Gronia w Małych Pieninach. Znajduje się w obrębie miasta Szczawnica w województwie małopolskim, w powiecie nowotarskim.
Polana położona jest na średnio stromym zboczu na wysokości około 480–600 m n.p.m. Opada w kierunku południowo-zachodnim do doliny Głębokiego Potoku. Dzięki specyficznym warunkom glebowym, klimatycznym i geograficznym łąki i polany Pienińskiego Parku Narodowego są siedliskiem bardzo bogatym gatunkowo. Nie prowadzi przez nią żaden szlak turystyczny, są jednak prowadzące na nią ścieżki. Polana znajduje się poza obrębem Pienińskiego Parku Narodowego i dopuszczalne jest jej zwiedzanie. Z polany dobre widoki na dolinę Dunajca i Pieniny Właściwe.